# Pápua darázsölyv
A pápua darázsölyv (Henicopernis longicauda) a madarak osztályának a vágómadár-alakúak (Accipitriformes) rendjébe és a vágómadárfélék (Accipitridae) családjába tartozó faj.

## Előfordulása
Indonézia és Pápua Új-Guinea területén honos. A természetes élőhelye a szubtrópusi vagy trópusi síkvidéki- és hegyi esőerdők.

## Alfajai
- Henicopernis longicauda fraterculus
- Henicopernis longicauda longicauda
- Henicopernis longicauda minimus